# Antonius Pery

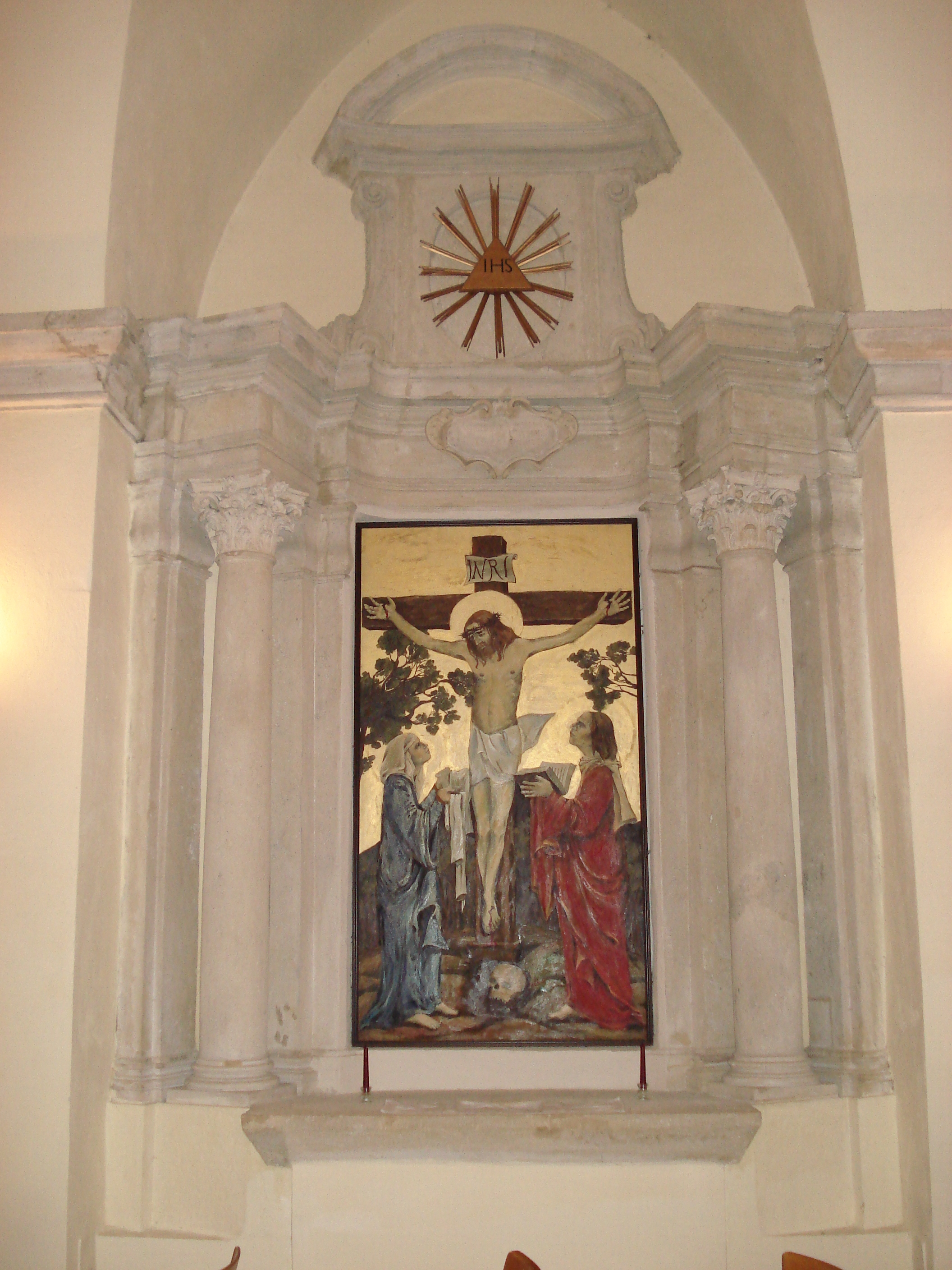
Pery-Altar, Kaiserstein, 1717 von Schilck restauriert, 1996 Altarblatt „Kreuzigung“ von Nadia Ioan

Antonius Pery (* 1644 in Lugano; † 1683 auf der Flucht vor den Türken) war ein Schweizer Steinmetzmeister und Bildhauer des Barocks. Pery wird in den Schriften auch als Peri bezeichnet.

## Leben

### Bildhauer- und Steinmetzlehre in Wiener Neustadt
Die erste Nachricht von Antonius ist seine Aufdingung am 16. August 1658 durch den Bildhauer David Weiss aus Wiener Neustadt. Durch die eigene Dombauhütte war Wiener Neustadt die Hauptlade des Steinmetz- und Maurerhandwerkes für das südliche Niederösterreich bis nach Ungarn, Eisenstadt, Ödenburg, Purbach und den Kaiserlichen Steinbruch am Leithaberg. Hauptbürgen von Antonius waren der Steinmetzmeister und Richter von Kaisersteinbruch Ambrosius Regondi und Meister Giovanni Battista Bagutti aus Rovio, sein Vater Donatus Pery und sein Lehrmeister die Oberbürgen.

### Kaiserliches Zeughaus
Weiss arbeitete zu der Zeit am Oberen kaiserlichen Zeughaus in der Wiener Renngasse. Eintragung in den Hofzahlamtsbüchern …David Weiss, Bürger zur Neustatt, bittet um Bezahlung ihme die, vermög eines mit dem Peter Concorz sel., gewesten Hofbauschreiber aufgerichteten Contracts, verfertigte Arbeit in das obere kaiserliche Zeughaus zu Wien. Hier hat Pery seine ersten Übungen durchgeführt.

### Kaiserlicher Steinbruch
In den 1660er Jahren ließ Kaiser Leopold I. ein neues Gebäude in der Wiener Hofburg, den Leopoldnischen Trakt, errichten. Die Kaiserinwitwe nach seinem Vater Ferdinand III., die Italienerin Eleonore von Gonzaga, finanzierte eine für Wien gänzlich neue Architektur, die Fassade der Kirche am Hof, die Jesuiten bauten ihr Profeßhaus am Hof um usw. und bei allem waren Kaisersteinbrucher Meister beteiligt. 
Der italienische Steinmetzmeister Johann Lorentisch heiratete am 9. Januar 1661 in 2. Ehe Anna Catharina Retacco, die Tochter des kaiserlichen Baumeisters Simone Retacco, im Stephansdom zu Wien. Pery arbeitete als Geselle bei Lorentisch. Die Fassade und die Altane der Kirche zu den neun Chören der Engel bedeuteten eine interessante, neuartige Aufgabe. Am 7. April 1666 starb Lorentisch. Seine 25-jährige Witwe Anna Catharina erwählte Antonius Pery zum Ehemann. 1668, als Meister, wurde er mit einem halben Steinbruch und einem Haus ins Grundbuch eingetragen.

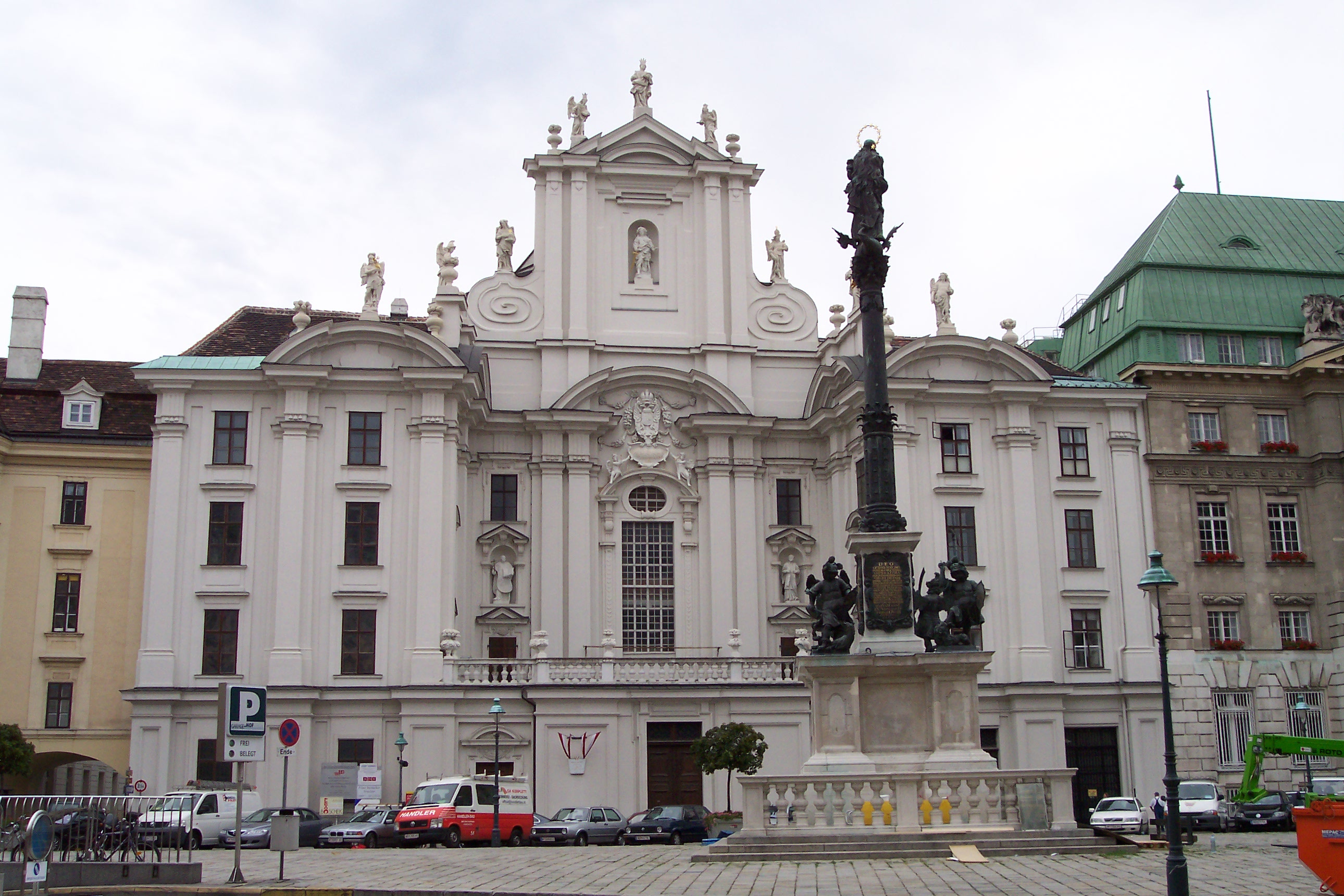
Wien, Kirche am Hof
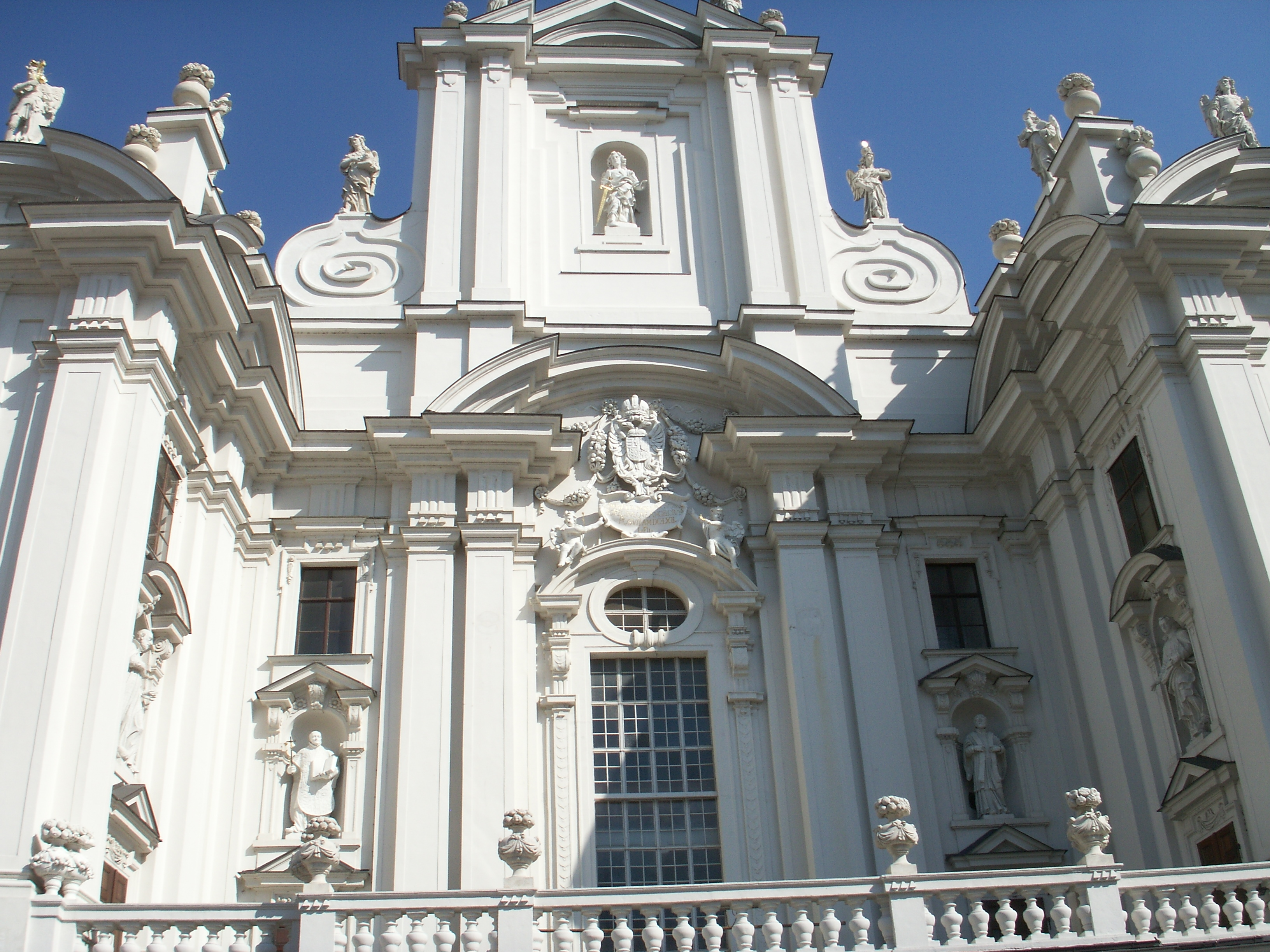
Altane
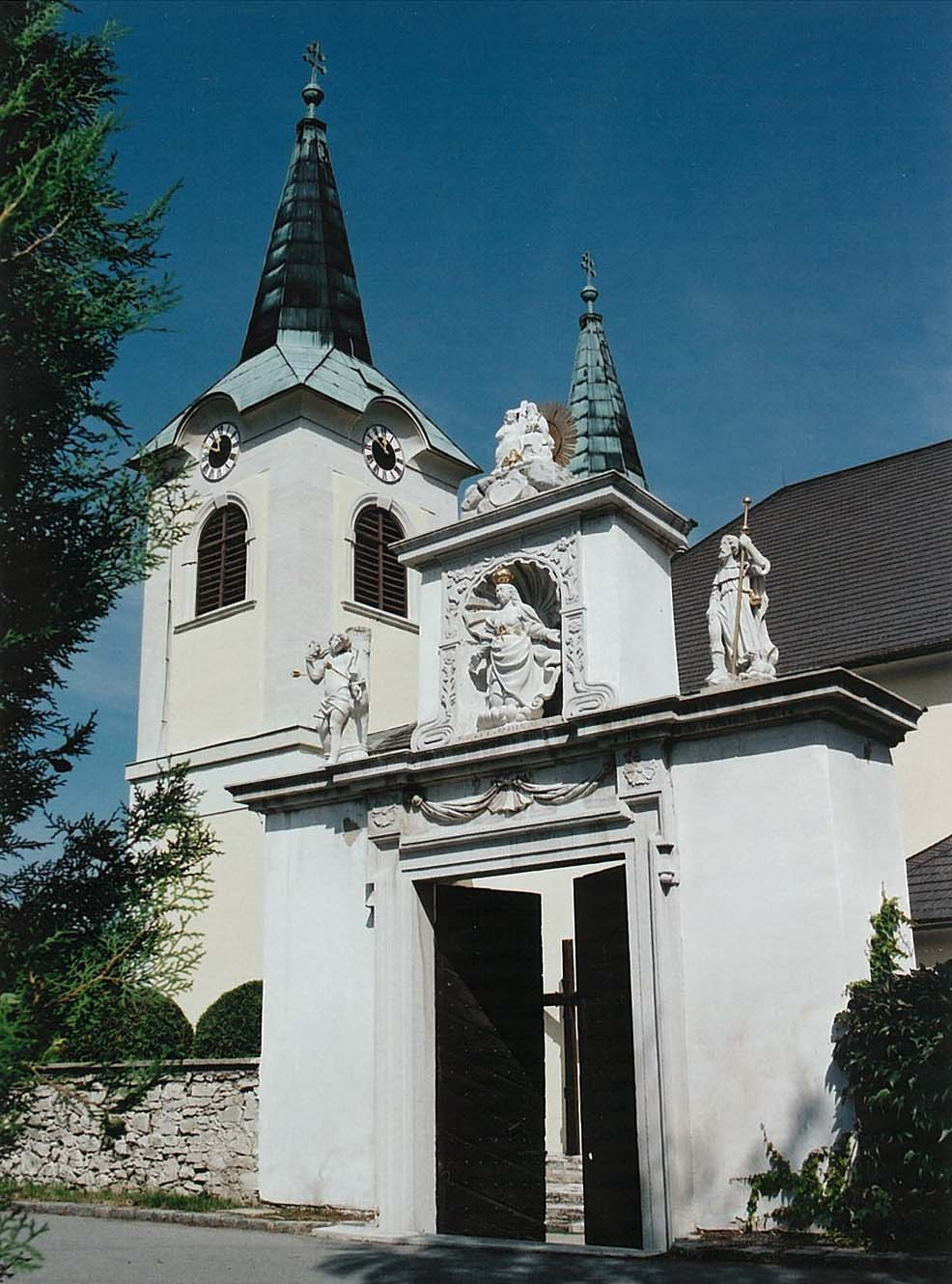
Kaisersteinbrucher Friedhofsportal, rechts Rochus
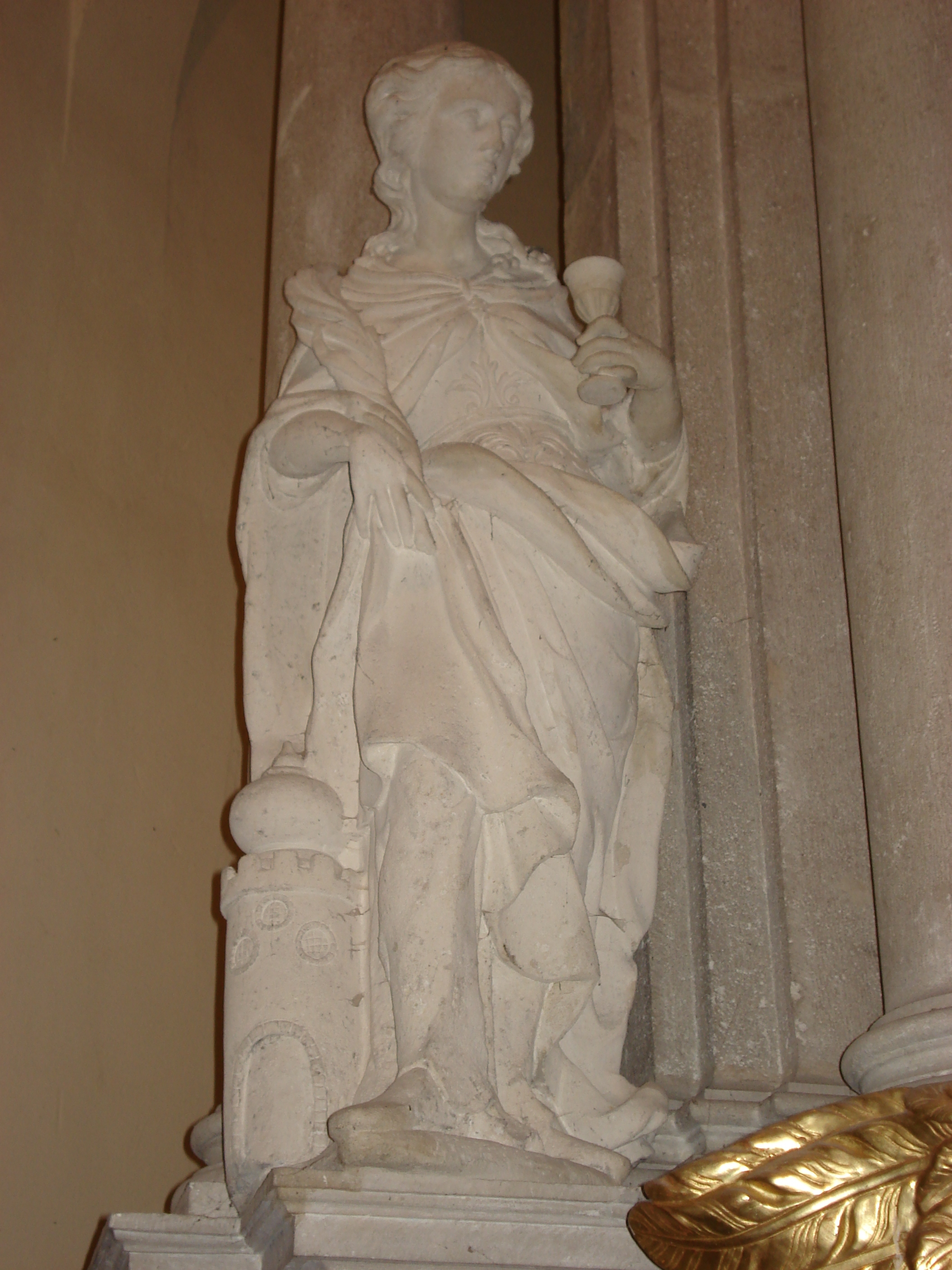
Barbara-Statue, einst Pery-Altar, jetzt Hochaltar
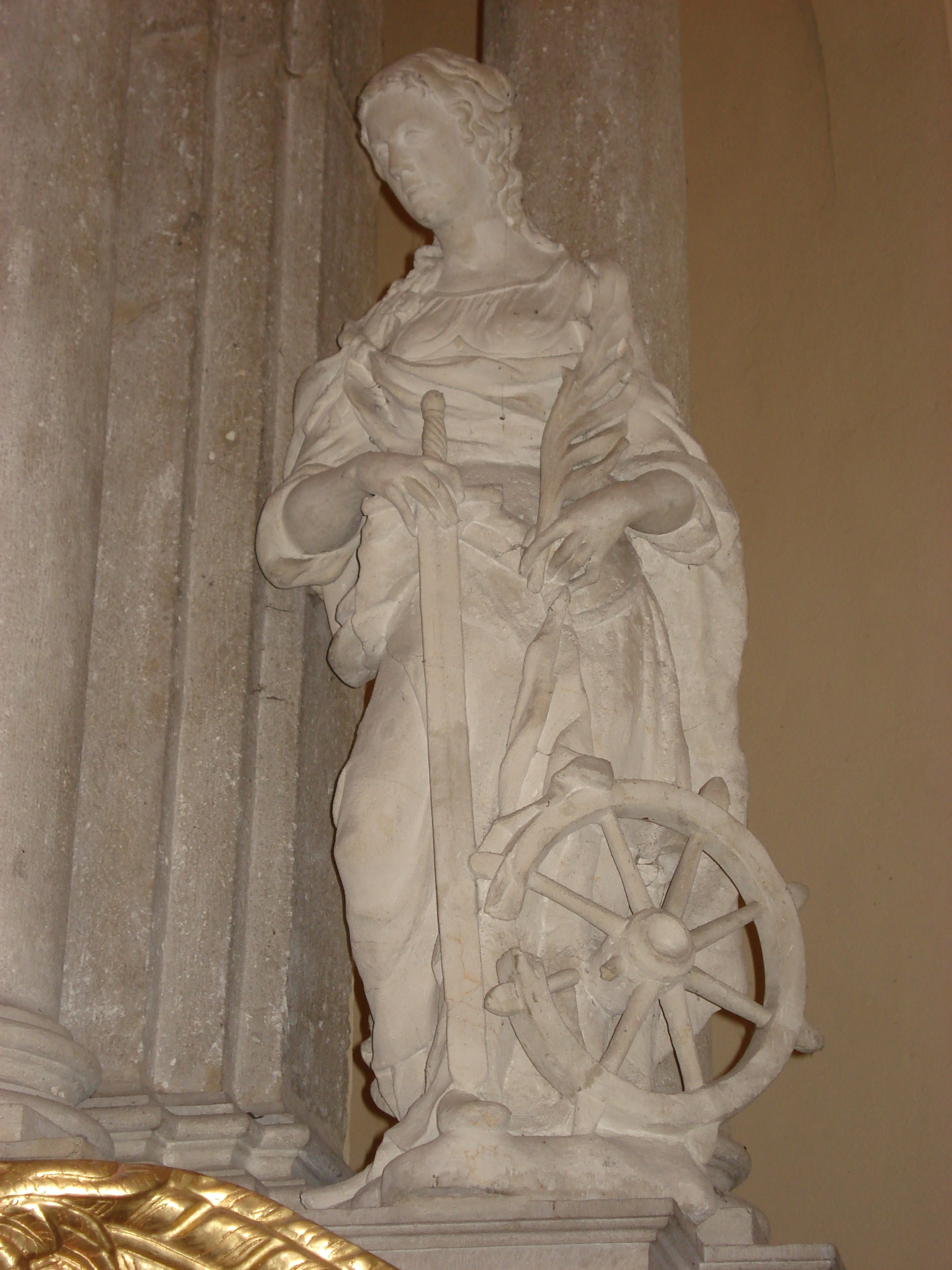
Catharina-Statue, einst Pery-Altar, jetzt Hochaltar
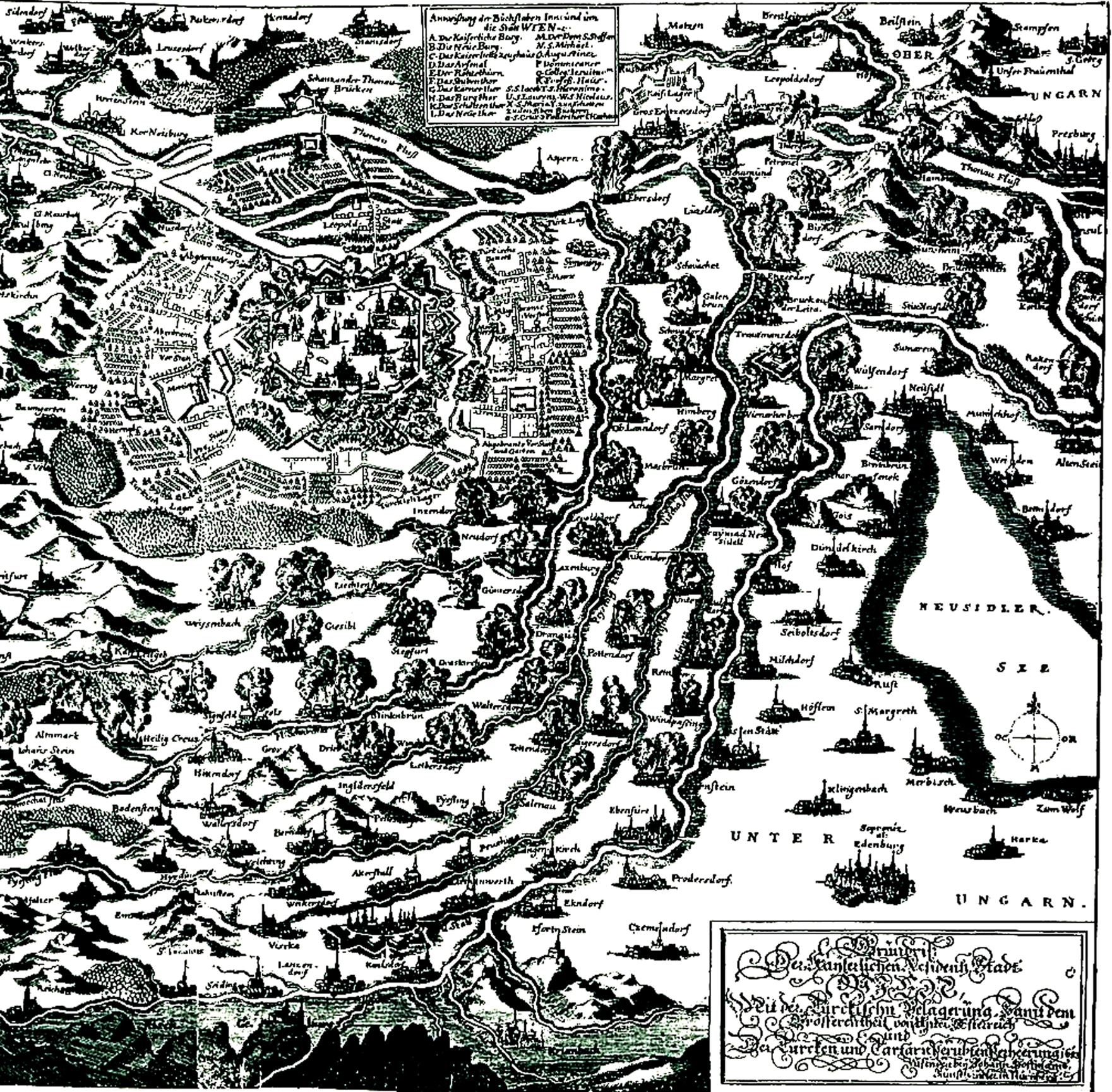
1683, brennende Dörfer um Wien

### Hausbesitzer in Wien
Die „Retaccin“ erbte ein Haus in Wien in der Wittwercher-, heute Wipplingerstraße, Ecke Jordangasse. Am 3. Oktober 1680 erhielt Pery die Bürgerurkunde in Wien und war Hausbesitzer. Anna Catharina starb am 14. Oktober 1681 im Alter von 40 Jahren. Ihr Epitaph befindet sich neben der Sakristeitüre der Kaisersteinbrucher Kirche.
Die Inschrift lautet:
ALHIE LIGT BEGRABEN DIE EHENTUGENTSAME FRAU ANNA CATHATINA PERIN, GEBORENE REDACCIN, IST GESTORBEN DEN 14. OCTOBER IM 1681 IHRES ALTERS 40 JAHR. GOTT VERLEIHE IHR DIE EWIGE RUHE UND EIN FRELICHE AUFERSTEHUNG UND UNS ALLEN EIN SELIGES ENT. AMEN.
Antonius heiratete danach Anna Kleinschrothin, die Schwester der Präfekten der Sängerknabenschule im Stift Heiligenkreuz, Balthasar Kleinschroth.

### Flucht vor den Türken
Als im Juli 1683 der Türkenkrieg voll ausbrach, flohen der Präfekt und die Gesangsschüler aus Heiligenkreuz. Mit ihnen war Schwager Antonius Pery und der Schmied des Ortes Tobias Hackenberger. Die plündernden Tartarenscharen ergossen sich über Kaisersteinbruch, Königshof, das nördliche Burgenland und das angrenzende Viertel unter dem Wienerwald, fast keine Siedlung blieb verschont. Der Schmied kam wieder zurück, der Verbleib Perys ist nicht bekannt.
Sein Sohn Johannes Pery, 1670 geboren, ebenfalls Steinmetzmeister, heiratete 1697 die Wiener Meisterstochter Catharina Herstorfferin.
Vielleicht war er mit dem Bildhauer und Stuckateur Franciscus Antonius Pery verwandt, der in verschiedenen Kirchen von Brüssel barocke Ornamente gestaltete.

## Werke
- 1663: Kirche am Hof in Wien, Fassade, bildhauerische Gestaltung.
- 1667–1668: Kaisersteinbruch, Friedhofsportal, Rochus-Statue.
- 1669–1670: Kaisersteinbrucher Kirche, Stifter des rechten Seitenaltars, reicher Skulpturenschmuck. Der 1683 zerstörte Altar wurde von seinem Schwiegersohn Paul Schilck 1717 restauriert.

## Archivalien
- Wiener Stadt- und Landesarchiv: Steinmetzakten, Bruderschaftsbuch.
- Stift Heiligenkreuz Archiv: Kirchenbücher, Register, Steinmetz.
- Stadtarchiv Wiener Neustadt: Steinmetzakten, Aufdingung.